# Kohatu (Märjamaa)
Kohatu – wieś w Estonii, prowincji Rapla, w gminie Märjamaa.